# آنتوتوهازو
آنتوتوهازو (به لاتین: Antotohazo) یک منطقهٔ مسکونی در ماداگاسکار است که در آنکازوبه واقع شده‌است. آنتوتوهازو ۲۷۷ کیلومتر مربع مساحت و ۱۸٬۷۷۴ نفر جمعیت دارد و ۱٬۳۰۵ متر بالاتر از سطح دریا واقع شده‌است.